# Кинг, Клео
Клео Кинг (англ. Cleo King, род. 21 августа 1962) — американская характерная актриса. Она наиболее известна благодаря своей роли тёти Лу Марчбэнкс в сериале HBO «Дедвуд», где она снималась в 2006 году.
Кинг родилась и выросла в Сент-Луисе, штат Миссури, и окончила Миссурийский университет. После этого она переехала в Нью-Йорк, а в 1988 году дебютировала на национальном телевидении в эпизоде ситкома «Шоу Косби». С тех пор Кинг появилась в более восьмидесяти телевизионных шоу и фильмов, играя эпизодические или второстепенные роли. В начале 2000-х, Кинг добилась успеха после второстепенной роли в сериале Дэвид Э. Келли «Бостонская школа» (2001—2002), что привело её к регулярной роли в его другом проекте, «Польское братство, Нью-Хэмпшир» (2003), закрытом после одного сезона.
В 2010 году Кинг начала сниматься на регулярной основе в ситкоме CBS «Майк и Молли», играя бабушку, будучи всего на семь лет старше исполнителя роли её внука. Шоу завершилось в 2016 году.
В дополнение к телевизионным ролям, Кинг появилась в кинофильмах «Шесть степеней отчуждения» (1993), «Магнолия» (1999), «Где моя тачка, чувак?» (2000), «Жизнь Дэвида Гейла» (2002), «Догвилль» (2003), «Девушки мечты» (2006) и «Мальчишник в Вегасе» (2009).

## Избранная фильмография
| Год       |   | Русское название            | Оригинальное название          | Роль        |
| --------- | - | --------------------------- | ------------------------------ | ----------- |
| 2001      | с | Клиент всегда мёртв         | Six Feet Under                 | Жизнь       |
| 2007      | с | Остаться в живых            | Lost                           | Тамара Фрай |
| 2017—2018 | с | Лемони Сникет: 33 несчастья | A Series of Unfortunate Events | Элеанора По |
| 2018      | с | Бесстыжие                   | Shameless                      | регистратор |